# Галфпорт (Флорида)
Галфпорт (англ. Gulfport) — місто (англ. city) в США, в окрузі Пінеллас штату Флорида. Населення — 11 783 особи (2020).

## Географія
Галфпорт розташований за координатами 27°44′47″ пн. ш. 82°42′36″ зх. д. / 27.74639° пн. ш. 82.71000° зх. д. (27.746437, -82.709943).  За даними Бюро перепису населення США в 2010 році місто мало площу 10,07 км², з яких 7,14 км² — суходіл та 2,92 км² — водойми.

## Демографія
Згідно з переписом 2010 року, у місті мешкало 12 029 осіб у 6105 домогосподарствах у складі 2891 родини. Густота населення становила 1195 осіб/км².  Було 7507 помешкань (746/км²).
Расовий склад населення:
| - 86,1 % — білих - 9,2 % — чорних або афроамериканців - 1,2 % — азіатів - 0,4 % — корінних американців - 0,1 % — вихідців з тихоокеанських островів - 1,0 % — осіб інших рас |

До двох чи більше рас належало 1,9 %. Частка іспаномовних становила 4,9 % від усіх жителів.
За віковим діапазоном населення розподілялося таким чином: 13,7 % — особи молодші 18 років, 61,0 % — особи у віці 18—64 років, 25,3 % — особи у віці 65 років та старші. Медіана віку мешканця становила 50,9 року. На 100 осіб жіночої статі у місті припадало 89,0 чоловіків;  на 100 жінок у віці від 18 років та старших — 86,5 чоловіків також старших 18 років.
Середній дохід на одне домашнє господарство  становив 60 785 доларів США (медіана — 40 273), а середній дохід на одну сім'ю — 79 383 долари (медіана — 55 140). Медіана доходів становила 40 433 долари для чоловіків та 35 186 доларів для жінок. За межею бідності перебувало 16,5 % осіб, у тому числі 19,6 % дітей у віці до 18 років та 7,0 % осіб у віці 65 років та старших.
Цивільне працевлаштоване населення становило 5139 осіб. Основні галузі зайнятості: освіта, охорона здоров'я та соціальна допомога — 20,2 %, науковці, спеціалісти, менеджери — 16,0 %, роздрібна торгівля — 14,8 %.